# مارین ون هولک

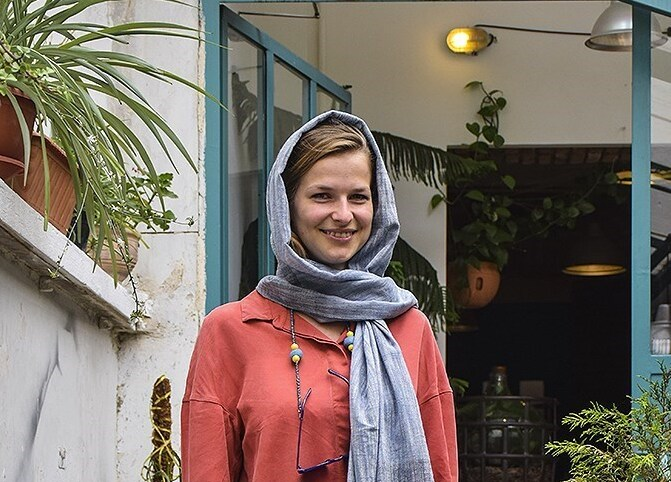

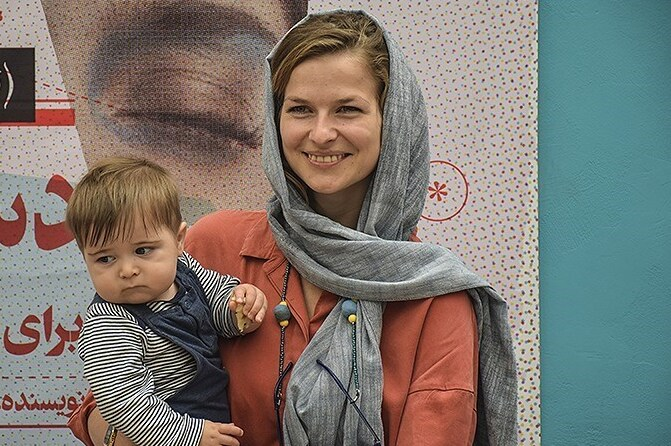

مارین ون‌هولک (زادهٔ ۴ آذر ۱۳۶۷ در هلند) در آکادمی موسیقی و هنرهای نمایشی لندن و مدرسه موسیقی و درام گیلدهال به عنوان یک بازیگر تعلیم دیده‌است. مارین پس از فارغ‌التحصیل شدن در گستره بین‌الملل به بازیگری در تئاتر، تلویزیون، رادیو و فیلم پرداخته‌است. به‌طور مشخص او در مجموعه BBC شاهد ساکت بازی کرده‌است و همچنین در غرور (آلمان) الکسی کای کمبل درخشیده‌است. علاوه بر این مارین کمپانی تئاتر خودش را با نام «آلیس را ملاقات کن» تأسیس کرده‌است که در آن اجراهایی با تجربیات منحصر به سایت (Site-specific) تولید می‌کند. مارین با کمپانی آلیس را ملاقات کن اجراهایی را که در یک خانه قایقی، سایت یک ساختمان و یک پناهگاه زیرزمینی استقرار یافته‌اند نوشته و کارگردانی کرده‌است. مارین همین‌طور کارهایی را برای فستیوال‌های والت (Vault)، استاندون (Standon Calling Festival) و بتر بنکساید (Better Bankside Festival) انجام داده‌است.
مارین در سال ۲۰۱۴ به تهران نقل مکان کرد تا با کمپانی هنرهای اجرایی ویرگول همکاری کند. وی با پروژه پژوهشی "دربارهٔ تصویرت از من تجدید نظر کن" که با اجراهایی در تهران و هلند بین سال‌های ۲۰۱۴ تا ۲۰۱۷ در حال توسعه و پیشروی بود درگیر شد. همین‌طور وی در نمایش‌های "ردپای صورتی"، "باغبان مرگ" (آروند دشت‌آرای)، بداهه، پدر، موضوع چیه؟ و "از زیرزمین تا پشت‌بام" (افسانه ماهیان) که برای بازی در آن در جشنواره تئاتر فجر ۲۰۱۷ نامزد دریافت تندیس بهترین بازیگر زن شد، بازی کرد.
مارین اجرای منحصر به مکان یا سایت اسپسیفیک "کروماکی" را در یک حمام زیرزمینی متروکه کارگردانی کرده‌است که در آن به مخاطب‌ها تجربه یک فراری منتظر در سفری قایقی میان ترکیه و یونان را ارائه می‌دهد. مارین بعنوان کارگردان و تولیدکننده تئاتر مارین علاقه‌مند است که تئاتر را به صورت یک تجربه و مواجهه شخصی مورد کاوش قرار دهد

## شبکه نمایش خانگی
| سال  | نام       | کارگردان   | نقش             | پلتفرم |
| ---- | --------- | ---------- | --------------- | ------ |
| ۱۴۰۰ | قبله عالم | حامد محمدی | آنجلینا السلطنه | فیلیمو |

## تئاتر (کارگردانی)
| سال  | نام        | نویسنده       | سالن               |
| ---- | ---------- | ------------- | ------------------ |
| ۱۴۰۱ | موضوع چیه؟ | صحرا رمضانیان | تماشاخانه ایرانشهر |

## سینما
| سال  | نام        | کارگردان       | توضیحات          |
| ---- | ---------- | -------------- | ---------------- |
| ۱۳۹۷ | سمفونی نهم | محمدرضا هنرمند | در نقش اوا براون |